# Kachkaïs
Cet article concerne le peuple kachkaï. Pour la langue kachkaïe, voir Kachkaï.
Les Kachkaïs (persan : قشقائی (Qashqā'i), également transcrit Kashkay, Qashqai, Qashqay, Ghashghai) constituent une grande confédération de populations parlant le persan et le kachkaï. Ils vivent principalement dans la province du Fars en Iran (en particulier autour de la capitale régionale Chiraz) ainsi que dans le sud de la province d'Ispahan et dans le nord de la Province de Bushehr.
Les Kachkaïs sont originellement des nomades pratiquant le pastoralisme. La route de transhumance qu’ils pratiquaient traditionnellement les emmenait chaque année des hauts pâturages d’été du nord de Chiraz à ceux d’hiver, moins élevés (et au climat plus doux), près du Golfe Persique, à 480 km au sud-ouest de Chiraz. Actuellement la majorité des Kachkaïs sont sédentarisés ou partiellement sédentarisés. Ce processus a commencé à s’accélérer depuis les années 1970.
La confédération des tribus Kachkaïs est composée de tribus et sous-tribus dont les Amaleh, Darreh-Shuri, Kashkuli, Shesh Boluki, Farsimadan, Qaracheh, Rahimi et les Safi -Khani.
Il s'agit du plus grand groupe nomade de la planète.

## Histoire

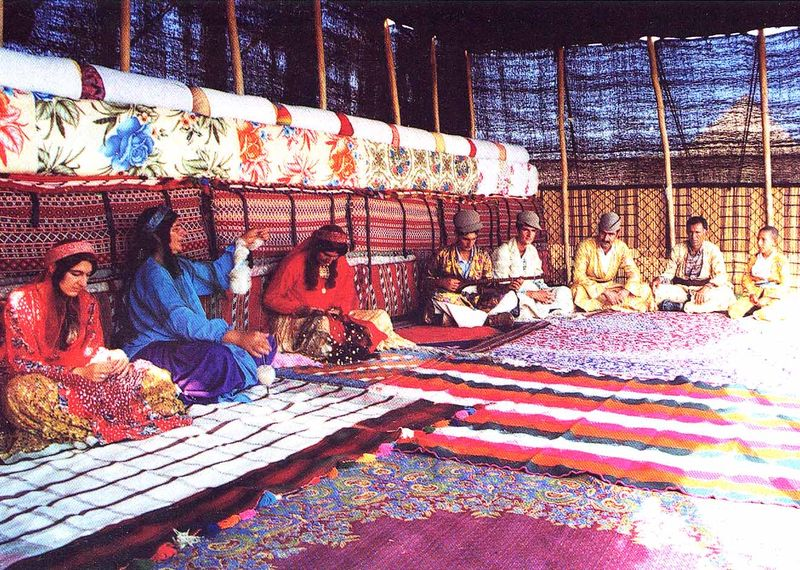
Intérieur d’une tente kachkaï.

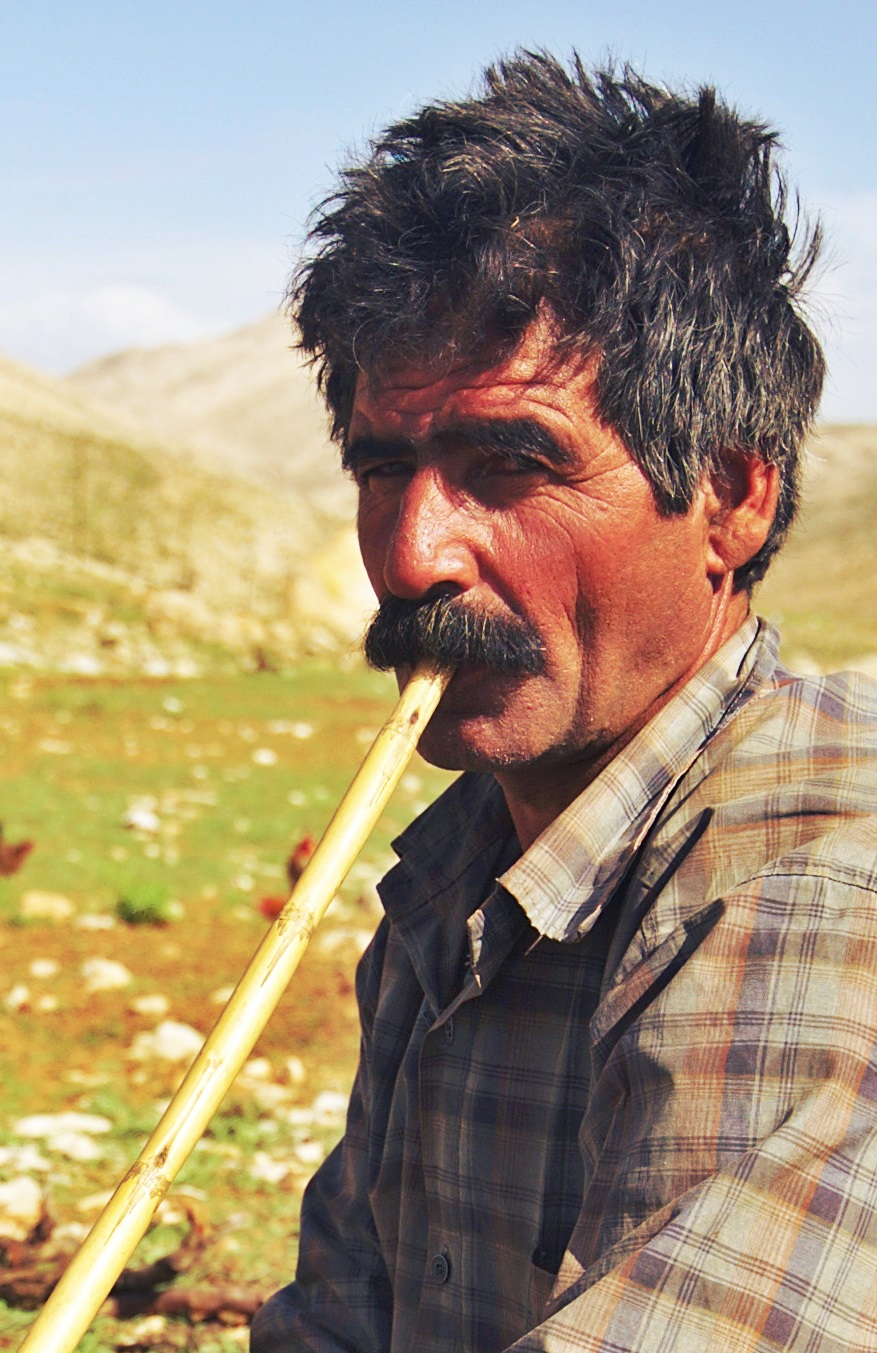
Un nomade Qashqai avec son narguilé (Sepidan, Iran).

Historiquement, les Kachkaïs sont réputés être originaires d’Asie centrale. Certains de ces groupes commencèrent à se donner le nom de Kachkaïs au XVIIIe siècle voire avant.
En revanche, la Columbia Encyclopedia affirme, en dépit de leur langue turque, que les Kachkaïs, comme d’autres groupes nomades de la région, seraient « les descendants des premiers iraniens ».
Les Kachkaïs représentent une force politique de poids en Iran entre la fin du XIXe siècle et le début du XXe siècle. Pendant la Seconde Guerre mondiale, les Kachkaïs organisèrent la résistance contre l’invasion anglo-soviétique de l'Iran et reçurent l’aide de l’Allemagne. En 1946, lors d’une grande rébellion de plusieurs confédérations tribales, les Kachkaïs contribuèrent activement à la lutte qui permit de repousser les troupes d’invasion russes. La dernière grande révolte eut lieu dans les années 1970, mais fut rapidement et brutalement réprimée et la majorité des chefs tribaux s’exilèrent.
Après la Révolution islamique de 1979, le chef kachkaï Nasser Khan, exilé aux États-Unis, et son frère Khosrow Khan, réfugié en Allemagne, reviennent en Iran où ils tentent de confédérer les tribus kachkaï en vue de leur redonner l'importance qu'elles avaient auparavant. Le régime des mollahs ne leur fait pas confiance : au terme d'une rébellion de deux ans, leurs troupes tribales sont vaincues par les forces gouvernementales, dont une grande partie du corps des Gardiens de la révolution islamique (Pâsdârân). À la suite de cet échec, les Kachkaï redeviennent de simples bergers, artisans et marchands de tapis nomades, Khosrow Khan est arrêté et exécuté publiquement à Chiraz, et son frère ainé Nasser Khan, alors chef de la confédération, fuit à nouveau vers les États-Unis où il meurt quelques années plus tard.

## Tapis et tissages kachkaïs

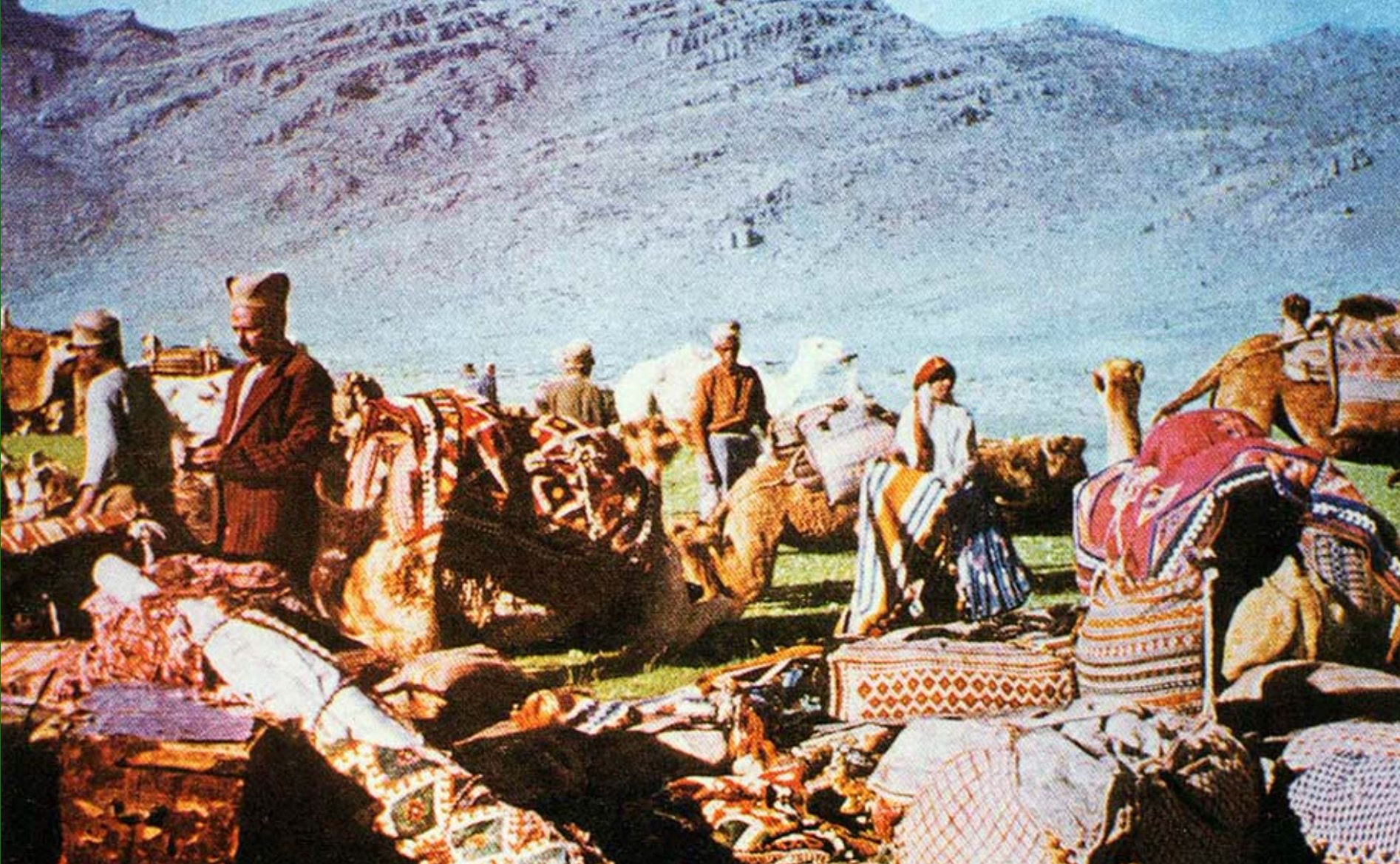
Caravane kachkaï au bivouac

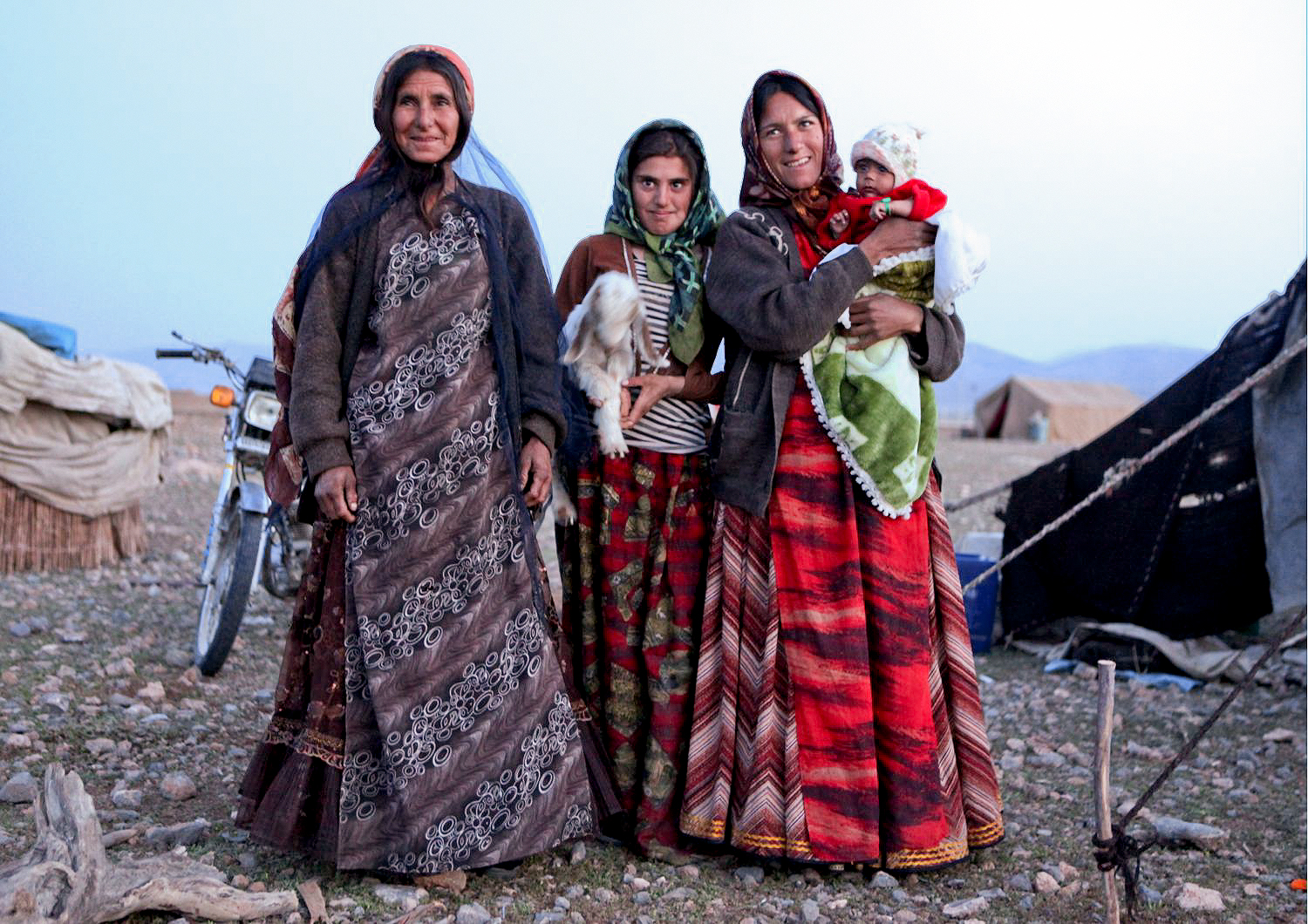
Femmes kachkaï dans la province de Fars

Les Kachkaïs sont réputés pour leurs tapis et autres objets en laine tissée. La laine produite dans les zones montagneuses et les vallées autour de Chiraz est d’une exceptionnelle qualité et a une couleur très riche. De même, les sacs de bât kachkaïs ornés de dessins géométriques colorés sont considérés comme les meilleurs.

## Utilisation du nom par Nissan
En 2006, le constructeur automobile Nissan, dénomma son nouveau modèle commercialisé en Europe d’après ce peuple : le Qashqai, les designers ayant parié que les acheteurs « seraient nomades par nature eux aussi ». Ce nom pour le moins original créa la surprise et fut même accueilli parfois avec un certain scepticisme.